# Leichtgesinnte Flattergeister

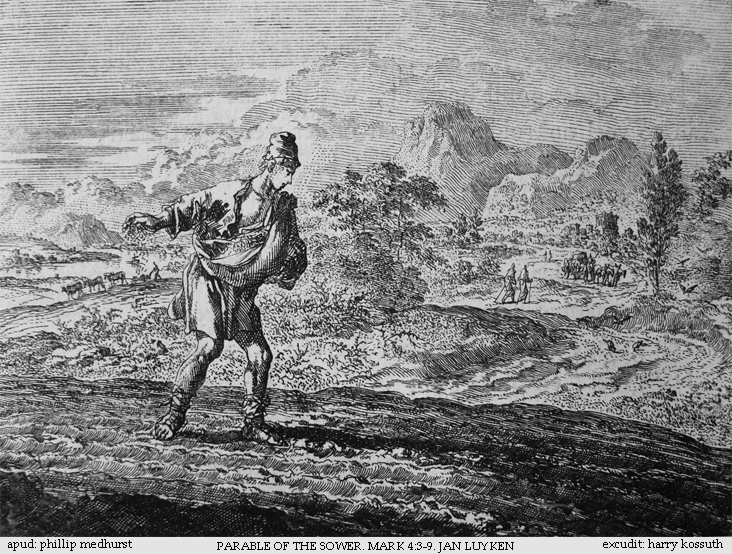
Parabole du semeur, gravure de Jan Luyken.

Leichtgesinnte Flattergeister (Les esprits frivoles et légers) (BWV 181) est une cantate religieuse de Johann Sebastian Bach composée à Leipzig en 1724 pour la sexagésime. La pièce a été jouée de nouveau en 1743-1746 à Leipzig sous une forme révisée.

## Histoire et livret
Bach a écrit la cantate durant sa première année à Leipzig pour le deuxième dimanche avant le mercredi des cendres appelé Sexagésime. Pour cette destination liturgique, deux autres cantates ont franchi le seuil de la postérité : les BWV 18 et 126. Il avait déjà composé une cantate pour cette occasion à la cour d'Eisenach, Gleichwie der Regen und Schnee vom Himmel fällt, (BWV 18). Il paraît possible que les deux œuvres aient été jouées au service en 1724, l'une avant et l'autre après le sermon. Les lectures prescrites pour ce dimanche sont tirées de la deuxième épître aux Corinthiens, (11 :19–12:9), et de l'Évangile selon Luc, la parabole du semeur (8 :4–15).
Le texte de la cantate, d'un poète inconnu, ne s'éloigne pas de l'Évangile. Les obstacles à la croissance des graines, tels que les pierres et les épines, sont liés à d'autres citations bibliques où elles sont mentionnées. La pierre apparaît quand Moïse obtient de l'eau des pierres par exemple (Exode, 17 :6) et une pierre est enlevée de la tombe de Jésus (Matthieu, 28 :2). La cantate ne se termine pas par un choral mais par le seul mouvement de choral, une prière pour que la semence de Dieu trouve en nous un terrain fertile.
Bach a dirigé la cantate pour la première fois le 13 février 1724, probablement avant la prédication (la cantate BWV 18 aurait été jouée après). À l'occasion de la nouvelle exécution, Bach a ajouté des parties pour deux bois.

## Structure et instrumentation
La pièce est composée pour trompette, flûte traversière, hautbois, deux violons, alto, basse continue (clavecin ou orgue) avec quatre solistes (soprano, alto, ténor, basse) et chœur à quatre voix.
Il y a cinq mouvements :
1. aria (basse) : Leichtgesinnte Flattergeister
2. récitatif (alto) : O unglückselger Stand verkehrter Seelen
3. aria (ténor) : Der schädlichen Dornen unendliche Zahl
4. récitatif (soprano) : Von diesen wird die Kraft erstickt
5. choral : Lass, Höchster, uns zu allen Zeiten

## Musique
La cantate comporte cinq mouvements, deux fois une séquence d'une aria et d'un récitatif, conclue par un mouvement choral. Cela ressemble au format typique des cantates profanes, et il est probable qu'au moins le dernier mouvement, si ce n'est même les autres, sont des parodies d'une musique profane de nous inconnue. Les parties pour flûte et hautbois ont été ajoutées pour une représentation ultérieure. Un motif caractéristique avec des sauts staccato domine le mouvement, introduit par les instruments, puis repris par la voix. Selon Julian Mincham, il représente le « désinvolte et superficiel » dans un motif irrégulier, ce qui correspond une observation dans la notice nécrologique de Bach au sujet de ses mélodies, considérées comme « étranges et comparables à nulle autre ». Mincham continue : « On ne peut jamais tout à fait prédire le tour qu'est susceptible de prendre cette mélodie hérissée et décousue ». Une seconde partie parle de Bélial, dont l'intervention diabolique est fréquemment mentionné dans la littérature, dont Le Paradis perdu de Milton. Les deux parties de l'aria sont répétées. Le récitatif secco qui suit met l'accent sur le texte Es werden Felsenherzen ... ihr eigen Heil verscherzen (« Un jour, ces cœurs si durs, renonceront à leur salut ») en un arioso. Il manque probablement la partie d'un violon obbligato à l'aria du ténor. Le dernier mouvement est heureux et sans complication.

## Source
- (en) Cet article est partiellement ou en totalité issu de l’article de Wikipédia en anglais intitulé « Leichtgesinnte Flattergeister, BWV 181 » (voir la liste des auteurs).